# Pentilo
En la mitología griega, Pentilo es un hijo ilegítimo de Orestes y de su medio-hermana Erígone, hija de Egisto y Clitemnestra. Fundó la ciudad lesbia de Pentile, llamada así por su nombre. 
Pentilo tuvo dos hijos, Dámaso y Arquelao, que también fundaron colonias en Lesbos, cuya ciudad más importante fue Mitilene; la costa anatólica y en la costa meridional de Asia menor.